# David J. Howe
Pour les articles homonymes, voir Howe.
David J. Howe est un écrivain, journaliste, éditeur et historien des médias britannique.

## Biographie
David Howe est né le 24 août 1961 et s'est imposé au début des années 1980 comme historien des médias grâce à ses articles pour des fanzines (particulièrement The Frame) et d'autres publications. Au début des années 1990, il a commencé à écrire les premières analyses critiques détaillées de la série télévisée britannique Doctor Who, et a ainsi été étroitement associé à l'histoire de la série. Il a écrit ou co-écrit plus de trente titres sur la série.

## Sources
- (en) Cet article est partiellement ou en totalité issu de l’article de Wikipédia en anglais intitulé « David J. Howe » (voir la liste des auteurs).